# Station Pretoria
Station Pretoria is het belangrijkste station in Pretoria in Gauteng in Zuid-Afrika. Het station is gebouwd aan het einde van de 19e eeuw door de Nederlandsch-Zuid-Afrikaansche Spoorwegmaatschappij.